# Matellonius chapronierei
Matellonius chapronierei is een zeepokkensoort uit de familie van de Austrobalanidae. De wetenschappelijke naam van de soort is voor het eerst geldig gepubliceerd in 1983 door Buckeridge.